# Ereteken van de Sovjet-Unie
Het Ereteken van de Sovjet-Unie (Russisch: орден «Знак Почёта», Orden "Znak Potsjota"), wat ook met "Orde van het Ereteken" wordt vertaald, was een op 25 november 1935 door het Presidium van de Opperste Sovjet ingestelde civiele orde van verdienste. De orde behoort qua type tot de typische socialistische orden. Er zijn geen ridders maar alleen dragers en het versiersel is bewust niet als kruis uitgevoerd.
Men verleende de orde voor verdiensten als arbeider of ambtenaar maar ook verdiensten voor kunst, literatuur en wetenschap kwamen voor deze orde in aanmerking. De orde werd ook aan fabrieken en instellingen toegekend.
De Orde van Vriendschap van de Volkeren was hoger in rang en de Orde van de Glorie van de Arbeid volgde op het Ereteken.

## Achtergrond
Het Presidium van de Opperste Sovjet onderscheidde in de 53 jaar voordat de orde - tezamen met de Sovjet-Unie - werd opgeheven, meer dan 1.574.368 Sovjet-burgers met deze orde.
Op 28 december 1988 werd voor het laatst een Orde van de Glorie van de Arbeid uitgereikt.
De orde werd aan Sovjet-burgers (en instellingen zoals fabrieken) toegekend voor bijzondere prestaties als arbeider of als ambtenaar. Ook verdiensten in de literatuur, de kunsten en wetenschappen kwamen voor het toekennen van dit ereteken in aanmerking. Ook prestaties in de productie, wetenschappelijk onderzoek, sociale, culturele en andere vormen van sociale activiteit, de bevordering van de economische, wetenschappelijke, technologische, culturele en andere banden tussen de Sovjet-Unie en andere landen en belangrijke bijdragen aan fundamenteel en toegepast onderzoek, kwamen voor toekenning van het Ereteken van de Sovjet-Unie in aanmerking.
Een decreet van het Presidium van de Opperste Sovjet van de USSR van 19 juni van 1943 stelde nadere regels vast voor het Ereteken van de Sovjet-Unie maar de orde kreeg pas op
28 maart 1980 statuten.
Een van de eerste Sovjet-ordes was oorspronkelijk bedoeld voor muzikanten. Op het moment van haar oprichting bezette deze de laatste plaats in de hiërarchie van eer in het Sovjet-systeem. Het werd ontworpen door de schilder Goljadkin DS.
De eerste toekenning van de Orde geschiedde op 26 november 1935 aan een dansgezelschap van het Rode Leger. In dat jaar werd het Ereteken van de Sovjet-Unie 443 maal verleend, en begin 1941 waren er al 14.500 dragers.
Tijdens de Grote Patriottische Oorlog werd de Orde toegekend aan meer dan 66.000 mensen voor heldhaftigheid en zelfopofferend werk in defensiebedrijven. Bij decreet van 26 oktober 1943 decoreerde men de Moskouse School voor Kunstnijverheid# 12 en het Moskouse treinstation nr. 2. Tijdens de Tweede Wereldoorlog werd zelfopofferend werk in de oorlogsindustrie -men werkte meer dan 100 uur per week- vaak met het Ereteken van de Sovjet-Unie beloond.
Net als de Orde van Lenin en de Orde van de Arbeid en Orde van de Rode Banier kan het Ereteken ook collectief worden toegekend aan bedrijven, verenigingen, organisaties, regio's, steden en kleinere plaatsen. Onder de ontvangers van zo'n collectief verleend Ereteken van de Sovjet-Unie zijn het beroemde Moskouse Poppentheater (1980), het Leningrad Economisch Instituut (1981), de tijdschriften 'Sovjet-Photo' (1976), 'De Sovjet-handel' (1977), 'De Sovjet-Staat en Recht' (1977), 'De Sovjet-justitie' (1982) en 'De jonge natuurvriend' (1978).
De verleningscriteria komen sterk overeen met die van de Orde van de Glorie van de Arbeid. Ook bij het Ereteken van de Sovjet-Unie staat inzet voor de economie voorop. Het oprichtingsbesluit noemt de volgende criteria:

## Criteria voor toekenning
- hoge productiviteit in de industrie, de landbouw, in het vervoer, de bouw, communicatie, handel, voedseldistributie, huisvesting, dienstverlening aan consumenten en andere industrieën;
- het bereiken van een hogere productiviteit, het verbeteren van de productkwaliteit, het verminderen materiaal- en arbeidskosten bij de productie en successen in het verbeteren van de efficiëntie van de sociale productie;
- opvallende resultaten in de socialistische concurrentie waarbij de verwachte prestaties en doelstellingen werden overschreden;
- voor de invoering van nieuwe technieken, technologieën en praktijken, in het bijzonder voor waardevolle uitvindingen en voorstellen voor rationalisatie;
- succes in de onderzoeksactiviteiten;
- creatieve prestaties in de Sovjetcultuur, literatuur en kunst, succes op school en communistische opvoeding van de jongere generatie, van hooggekwalificeerd personeel, van medische diensten,
- de ontwikkeling van lichamelijke opvoeding en sport en andere maatschappelijk nuttige activiteiten;
- verdiensten in het versterken van landsverdediging;
- effectieve civiele en sociale activiteiten;
- verdiensten in de ontwikkeling van economische, wetenschappelijke, technische, culturele en andere betrekkingen tussen de Sovjet-Unie en andere landen;
- moedige en slimme daden die het redden van levens en de bescherming van de openbare orde beoogden;
- verdienste bij de bestrijding van natuurrampen;
- daden die getuigen van burgerlijke dapperheid.

De instelling van het Ereteken diende om het realiseren van het eerste Vijfjarenplan mogelijk te maken. Het was een van de eerste orden van de USSR. In die tijd bestonden verder alleen de Orde van Lenin en de Orde van de Rode Banier. Op het moment van oprichting was het de laagste orde in het decoratiestelsel van de Sovjets. Later volgden nog tientallen andere orden en nog veel meer medailles.
Vóór 1941 werd de Orde aan 14 500 mensen toegekend. Tijdens de Tweede Wereldoorlog werden meer dan 66 000 mensen gedecoreerd. Na de oorlog werden tienduizenden eretekens uitgereikt; op 1 januari 1995 waren er 1.580.850 geregistreerde dragers.
Bij de Orde van de Glorie van de Arbeid was aan het bezit van de decoratie een reeks privileges en een hoger pensioen verbonden, wat bij het Ereteken van de Sovjet-Unie niet het geval was.

## Het ereteken
Men droeg de door de kunstenaar DS Holyadkyn ontworpen orde als een broche op de linkerborst. Dergelijke Sovjet-onderscheidingen zijn op de achterzijde van een schroef voorzien. Later werd het Ereteken aan een vijfhoekig opgemaakt grijs lint met gele boorden op de linkerborst gedragen.
De Orde van Eer heeft een ovale vorm met een rand van eikenloof. Het centrale medaillon toont arbeiders en boeren die links en rechts van een rode vlag staan opgesteld. Op die vlag staat de leuze "Пролетарии всех стран, соединяйтесь!" oftewel "Proletariërs aller landen, verenigt u!.
Bovenaan het versiersel is een vijfpuntige rode ster met de afkorting "CCCP" aangebracht. Aan de onderkant van het medaillon staat het opschrift "ЗНАК ПОЧЕТА".
De vlaggen en sterren zijn bedekt met rood email en vergulde contouren. De speren, vlaggen en labels zijn verguld, de eikentakken, het onderste deel van de onderscheiding en de algemene achtergrond is van geoxideerd zilver.
Het versiersel is van massief zilver en weegt ongeveer 33 gram. Het is meestal 46 mm hoog en 32,5 mm breed.
Het ereteken werd met oogjes en ringen aan het lint vastgemaakt. Het baton is 24 mm breed. Opvallend is dat men bij verlies van het ereteken moeilijk een vervangende onderscheiding kon kopen. Alleen wanneer het verlies de drager niet kon worden verweten, werd een nieuw Ereteken van de Sovjet-Unie uitgereikt. Op de achterzijde werd een "B" ingeslagen. De versierselen waren doorlopend genummerd.
Het Ereteken van de Sovjet-Unie werd op 28 december 1988 door het Presidium van de Opperste Sovjet vervangen door de Orde van Eer (Russisch: "орден Почёта").

## Dragers
- Sinaida Amosova (* 1950), langlaufster, 1976
- Nikolaj Anikin (1932-2009), langlaufer, 1957
- Vadim Bakatin (* 1937), luitenant-generaal
- Vladimir Bogomolov (1924-2003), schrijver
- Isaak Doenajevski (1900-1955), componist
- Michail Fadejev (* 1925), ingenieur
- Konstantin Petrovitsj Feoktistov (1926-2009), kosmonaut 1974
- Vjatsjeslav Fetisov (* 1958), minister van Sport en ijshockeyer
- Michail Gorbatsjov (1931-2022), politicus
- Valentin Ivanov (1934-2011), voetballer en trainer
- Boris Jeltsin (1931-2007), politicus
- Vjatsjeslav Karasjov (1916-2006)
- Pavel Koltsjin (1930-2010), langlaufer, 1970
- Sergej Koroljov (1907-1966), ingenieur in de ruimtevaartindustrie
- Leonid Kostin (* 1922), politicus
- Galina Koelakova (* 1942), langlaufer
- Viktor Koeskin (1940-2008), ijshockeyer
- Larisa Latynina (* 1934), turnster
- Aleksandr Lejpoenski (1903-1972), kernfysicus
- Vladimir Loetsjenko (* 1949), ijshockeyer
- Boris Majorov (* 1938), ijshockeyer
- Aleksandr Maltsev (* 1949), ijshockeyer
- Joeri Masljoekov (1937-2010), politicus en wapenexpert
- Valentina Matviejenko (* 1949), politica en burgemeester van Sint-Petersburg
- Vladimir Poetin (* 1952), KGB'er en later president van de Russische Federatie
- Aleksandr Ragoelin (1941-2004), ijshockeyer
- Ljoedmila Vladimirovna Roedenko (1904-1986), schaakster
- Sergej Saveljev (1948-2005), langlaufer, 1978
- Galina Vladimirovna Semjonova (1937-2017), journaliste en politica
- Vera Strojeva (1903-1991), filmregisseur en schrijfster van draaiboeken voor films
- Pavel Ossipovitsj Soechoi (1895-1975), vliegtuigbouwer
- Fjodor Terentjev (1925-1963), langlaufer, 1957
- Siegfried Körner, diplomaat in de DDR (1988)
- IJsbrand Schilp (1899-1967), omroeper Nederlandstalige uitzendingen Radio Moskou